# Journal of Ethnopharmacology
Journal of Ethnopharmacology (abrégé en J. Ethnopharmacol.) est une revue scientifique à comité de lecture. Ce journal bihebdomadaire publie des articles de recherches originales dans les domaines de l'ethnopharmacologie.
D'après le Journal Citation Reports, le facteur d'impact de ce journal était de 2,998 en 2014. Le directeur de publication est R. Verpoorte (université de Leyde, Pays-Bas).